# 荀慧生
荀慧生（1900年1月5日—1968年12月26日），字慧声，号留香，艺名白牡丹，一名词，初名秉超，后改名秉彝；与余叔岩合演《打渔杀家》起，改用荀慧生為名。祖籍河北东光，為“四大名旦”之一。

## 生平

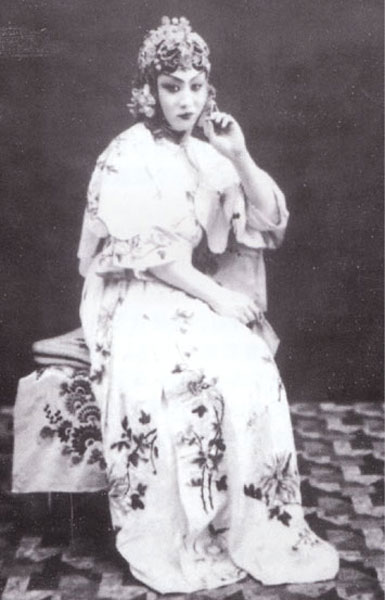
荀慧生

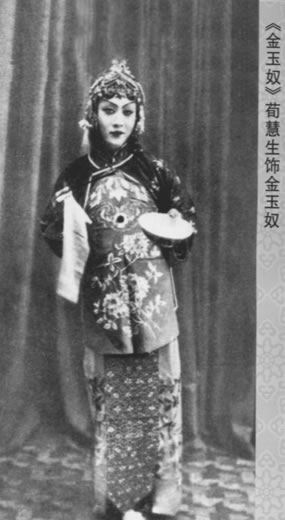
荀慧生

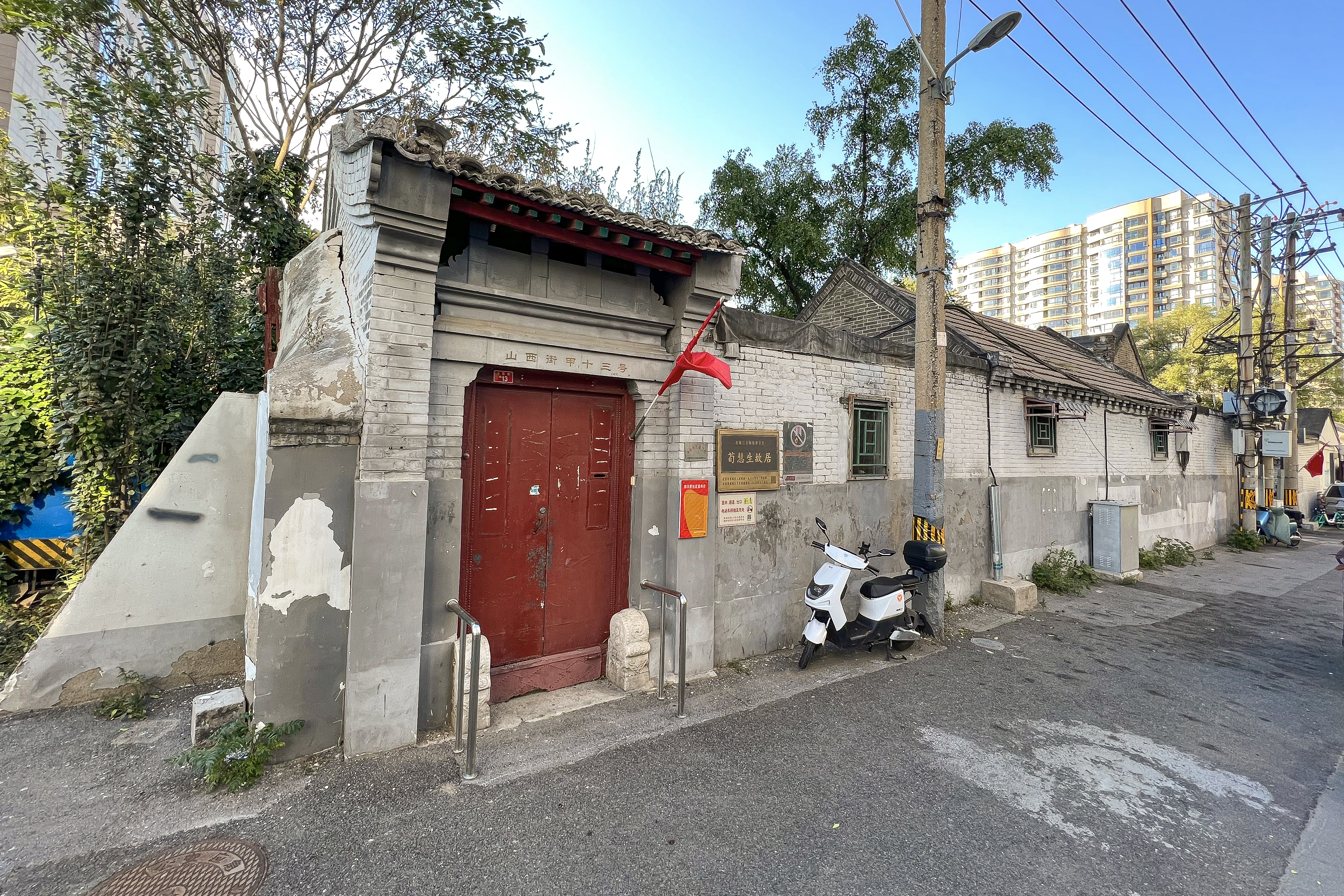
荀慧生故居，位于北京市西城区椿树街道

家贫，1907年被父母卖予小桃红梆子戏班学戏，后又被转卖给河北梆子花旦老艺人庞启发（庞艳云）。
1909年开始以“白牡丹”艺名随庞启发在冀东、冀中一带农村集镇庙会上演出。1910年随庞启发进燕京，搭班演出梆子戏。1911年去天津，曾与王钟声同台演出文明戏。民国后又到北京，跟李寿山等学习京剧，后拜王瑶卿，学习正工青衣。1915年本应出徒，但是庞启发利用合同上的漏洞，又拖延了两年，直到1917年放荀慧生自立。
1918年娶名伶吴巧福六女吴春生为妻。荀慧生本来与吴彩霞的女儿吴小霞恋爱，委托杨小楼上门说媒。吴彩霞瞧不起荀慧生，但不敢驳杨小楼的面子，于是将自己的六妹嫁给荀慧生。荀慧生直到结婚当晚才惊讶的发现新娘被掉包，但婚后两人恩爱。生子令香（程砚秋弟子，工青衣曾任中国戏曲学院副院长），令文（曾习老生，任职于北京戏曲学校）。 1945年吴氏病故后，于1946年与原籍青岛的富商之女北平辅仁大学女生荀派票友苏昭信自由恋爱并结合。1949年两人情感破裂分居，并于1955年离婚。生子令言（黑龙江京剧院杨派老生），令友；生女令美，令蓉。后又与张伟民结合，继女荀令莱（原名张丽丽）。
1919年加入杨小楼的永胜社，随杨小楼、尚小云、谭小培赴上海演出，担任“刀马旦”，引起轰动。因喜作画，1924年正式拜吴昌硕为师，也向齐白石、陈半丁、傅抱石、李苦禅、王雪涛等名师求教。1925年改艺名为荀慧生。
1949年以后，历任荀慧生京剧团团长，北京市戏曲研究所所长、中国戏曲家协会艺委会副主任。
文革時期荀慧生被批鬥，身掛「牛鬼蛇神」的牌子，頭被剃成陰陽頭；後被送到「沙河農場」劳改，因心臟病發作併發急性肺炎而逝世。

## 荀派经典剧目
《辛安驿》、《花田错》、《红娘》、《玉堂春》、《游龙戏凤》、《卖水》、《棋盘山》、《鱼藻宫》、《晴雯》、《红楼二尤》